# Jason Clarke
Pour les articles homonymes, voir Clarke.
Jason Clarke, né le 17 juillet 1969 à Winton dans le Queensland, est un acteur australien.

## Biographie
Jason Clarke est né le 17 juillet 1969 à Winton, Queensland, Australie.
Il commence à étudier le droit en 1987, avant de choisir de devenir acteur. Il étudie à Sydney Actor’s Studio, puis à la faculté des beaux-arts et de la musique de l’Université de Melbourne dont il sort diplômé en 1994.

### Vie privée
Depuis 2010, il est en couple avec l'actrice Cécile Breccia. Ils se marient en 2018. Ils ont deux fils.

## Carrière
Sa carrière débute en Australie. Il travaille d’abord essentiellement à la télévision : Diagnostic : Meurtre (1996), Wildside (1998), Fréquence Crime (1998), Blue Heelers (1999) et Summer Bay (2002).
En 2006, il se fait remarquer en incarnant le personnage de Tommy Caffee dans la série télévisée américaine Brotherhood. Diffusée jusqu’en 2008, il y campe un homme politique qui s’oppose à un frère gangster.
Au cinéma, sa carrière peine à décoller. Il s’illustre dans des petits films, comme le drame Praise (1998) ou encore le thriller australien Risk.
Mais il parvient à se faire une place dans de plus gros projets dans lesquels il côtoie des stars : Jason Statham dans Course à la mort, Johnny Depp et Christian Bale dans Public Enemies de Michael Mann, sur la vie du célèbre gangster des années 1930, John Dillinger.
En 2010, il continue sa carrière aux États-Unis avec Wall Street : L'argent ne dort jamais d’Oliver Stone, avec Michael Douglas et Shia LaBeouf. Il est ensuite dirigé par David Schwimmer, ancienne vedette de Friends, dans le drame traitant de la pédophilie Trust, puis dans le film policier Killing Fields.
En 2012, il est à l’affiche Des hommes sans loi, aux côtés de Tom Hardy, Shia LaBeouf, Gary Oldman et Guy Pearce. La même année, il joue aux côtés de Jessica Chastain dans Zero Dark Thirty, nouveau film de Kathryn Bigelow, narrant la traque de Ben Laden par le gouvernement américain. Il se fait également remarquer en 2013 dans le second rôle George B. Wilson dans Gatsby le magnifique.
En 2014, il figure parmi les rôles principaux de La Planète des singes : L'Affrontement, avec Andy Serkis et de nouveau Gary Oldman.
En 2015, il joue le rôle de John Connor dans Terminator Genisys d'Alan Taylor.
En 2019, il incarne le personnage de Louis Creed dans le film d'horreur Simetierre, de Kevin Kölsch et Dennis Widmyer, nouvelle adaptation du roman homonyme de Stephen King.

## Filmographie

### Cinéma

#### Longs métrages
- 1997 : Mort au choix... (Dilemma) d'Eric Larsen, Eric Louzil (en) et Alan Smithee : un homme
- 1997 : Wanted d'Heung-sun Jeong : un voleur
- 1998 : L'Heure magique (Twilight) de Robert Benton : un policier
- 1998 : Praise de John Curran : Frank
- 1999 : Kick de Lynda Heys : Nicholas Ratcliff
- 2000 : Liées par le secret (Our Lips Are Sealed) de Craig Shapiro : Mac
- 2000 : Risk d'Alan White : Chris
- 2000 : Better Than Sex de Jonathan Teplitzky : Guy C
- 2002 : Le Chemin de la liberté (Rabbit-Proof Fence) de Phillip Noyce : Riggs
- 2003 : Village Police (You Can't Stop the Murders) d'Anthony Mir : Slade
- 2004 : Get Rich Quick de Samuel Genocchio : Fenris
- 2008 : Course à la mort (Death Race) de Paul W. S. Anderson : Ulrich
- 2008 : Attraction (The Human Contract) de Jada Pinkett Smith : Julian Wright
- 2008 : Under Still Waters de Carolyn Miller : Andrew
- 2009 : Public Enemies de Michael Mann : John « Red » Hamilton
- 2010 : Wall Street : L'argent ne dort jamais (Wall Street: Money Never Sleeps) d'Oliver Stone : le chef des fédéraux à New York
- 2010 : Trust de David Schwimmer : Doug Tate
- 2011 : Killing Fields (Texas Killing Fields) d'Ami Canaan Mann : Rule
- 2011 : Yelling to the Sky de Victoria Mahoney : Gordon O'Hara
- 2011 : Swerve de Craig Lahiff : Frank
- 2012 : Des hommes sans loi (Lawless) de John Hillcoat : Howard Bondurant
- 2013 : Zero Dark Thirty de Kathryn Bigelow : Dan
- 2013 : Gatsby le Magnifique (The Great Gatsby) de Baz Luhrmann : George B. Wilson
- 2013 : White House Down de Roland Emmerich : Stenz
- 2014 : La Planète des singes : L'Affrontement (Dawn of the Planet of the Apes) de Matt Reeves : Malcolm
- 2014 : Sous l'aile des anges (The Better Angels) d'A.J. Edwards : Tom Lincoln
- 2015 : Enfant 44 (Child 44) de Daniel Espinosa : Anatoly Brodsky
- 2015 : Terminator Genisys d'Alan Taylor : John Connor
- 2015 : Knight of Cups de Terrence Malick : Johnny
- 2015 : Everest de Baltasar Kormákur : Rob Hall
- 2017 : HHhH de Cédric Jimenez : Reinhard Heydrich
- 2017 : Je ne vois que toi (All I See Is You) de Marc Forster : James
- 2017 : Mudbound de Dee Rees : Henry McAllan
- 2017 : Le Secret des Kennedy (Chappaquiddick) de John Curran : Ted Kennedy
- 2018 : La Malédiction  Winchester (Winchester : The House that Ghosts Built) de Michael et Peter Spierig : Eric Price
- 2018 : First Man : Le Premier Homme sur la Lune (First Man) de Damien Chazelle : Edward White
- 2019 : Simetierre (Pet Sematary) de Kevin Kölsch et Dennis Widmyer : Louis Creed
- 2019 : Serenity de Steven Knight : Frank Zakarias
- 2019 : Cœurs ennemis (The Aftermath) de James Kent : Lewis Morgan
- 2020 : Le Diable, tout le temps (The Devil All The Time) d'Antonio Campos : Carl Henderson
- 2021 : The Desperate Hour de Phillip Noyce : Greg Minor
- 2021 : Silk Road de Tiller Russell : Rick Bowden
- 2022 : Black Site de Sophia Banks : Hatchet
- 2023 : Oppenheimer de Christopher Nolan : Roger Robb
- 2023 : L'Affaire de la mutinerie du Caine (The Caine Mutiny Court-Martial) de William Friedkin : le lieutenant Barney Greenwald
- 2025 : A House of Dynamite de Kathryn Bigelow
- prochainement : Wind River: Rising de Kari Skogland

#### Courts métrages
- 1992 : Hidden Injuries de Kaya Finlayson : Le chef du gang
- 1999 : Schmooze de Demetri Portelli : Un homme
- 2000 : Six O'Clock Swill d'Eve Spence : Un homme
- 2008 : Hole in the Paper Sky de Bill Purple : Howard Ferp

### Télévision

#### Séries télévisées
- 1995 : Halifax f.p. : Un inspecteur
- 1995 / 1996 / 1999 : Blue Heelers : Craig Dyer / Dean Crocker / Troy Harris
- 1996 : Diagnostic : Meurtre (Diagnosis Murder) : Rick « Slick » Brooks
- 1996 : Mercury : Nathan Cohan
- 1997 : Brigade des mers (Water Rats) : Jason Ford
- 1997 : Retour sur la Côte Ouest (Knots Landing : Back to the Cul-de-Sac) : Willy
- 1998 : Hartley, cœurs à vif (Heartbreak High) : Warren
- 1998 : Un toit pour trois (Two Guys, a Girl and a Pizza Place) : Hank
- 1998 : Fréquence Crime (Murder Call) : Zac Hartman
- 1998 : Wildside : Paul Moss
- 1999 - 2000 : All Saints : Eddie Furlong
- 2000 - 2003 : Stingers : Brett Linton
- 2001 : The Bill : Agent Vinten
- 2001 : Head Start : Agent Rogers
- 2002 : Summer Bay : Christopher « Kick » Johnson
- 2002 - 2003 : White Collar Blue : Ray Jarvis
- 2003 : Farscape : Capitaine Jenek
- 2006 - 2008 : Brotherhood : Tom Caffee
- 2011 : The Chicago Code : Jarek Wysocki
- 2019 : Catherine the Great : Grigori Potemkine
- 2022 : Winning Time : The Rise of the Lakers Dynasty : Jerry West

#### Téléfilms
- 2002 : Un mystérieux étranger (The Outsider) de Randa Haines : Ray Childress
- 2003 : BlackJack de Peter Andrikidis : Tony Seaton

## Voix francophones
En version française, Jason Clarke  est dans un premier temps doublé par Bernard Métraux dans Farscape, Stéphane Ronchewski dans Brotherhood, Patrice Baudrier dans Public Enemies et Dominique Guillo dans Trust. Depuis 2011, l'acteur est principalement doublé par Boris Rehlinger, ce dernier étant notamment sa voix dans La Planète des singes : L'Affrontement, Enfant 44, Terminator Genisys, Mudbound, Simetierre ou encore Catherine the Great. Après l'avoir doublé deux fois en 2013 dans Gatsby le Magnifique et White House Down, Axel Kiener le retrouve dix ans plus tard dans Oppenheimer. Même chose pour Philippe Valmont qui, après l'avoir doublé dans Zero Dark Thirty, double de nouveau l'acteur dans L'Affaire de la mutinerie du Caine.
Parallèlement, il est doublé par Jérôme Wiggins dans Killing Fields, Vincent Ropion dans Des hommes sans loi, Jochen Hägele dans Everest et First Man, Adrien Antoine dans Je ne vois que toi, Xavier Fagnon dans HHhH, La Malédiction Winchester et Cœurs ennemis, de nouveau par Stéphane Ronchewski dans Le Secret des Kennedy et enfin par Arnaud Arbessier dans Le Diable, tout le temps.